# 拒絕中時運動
拒絕中時運動，由民運人士王丹與澄社學者等人，於2012年在台灣發起的社會運動，起因為旺中集團主席蔡衍明於《華盛頓郵報》對於中國大陸民主與六四事件的談話。王丹等人對此談話表示不滿，他們鼓吹文化界人士拒絕為《中國時報》寫稿、拒買《中國時報》，以表達不滿，要求旺中集團對此道歉，防止中共政府利用旺中集團來干預台灣民主自由。這個運動隨後得到許多文化界人士響應，包括余英時等人皆表支持。
因為旺旺中時併購中嘉案，以及隨後發生的走路工事件，許多文化界人士擔心旺中集團壟斷新聞媒體，造成新聞自由與言論自由被迫害，紛紛表態加入。

## 歷史

### 《華盛頓郵報》報導爭議
2012年1月21日《華盛頓郵報》記者安德魯·希金斯（Andrew Higgins）專訪旺中集團總裁蔡衍明，刊出報導。在報導中，蔡衍明發表「六四天安門事件並沒有死那麼多人」，「中國在許多地方是很民主的」，「期待統一」等言論。他同時提到，曾有記者的報導，「冒犯了人、傷害了我」「記者雖然有批評的自由，但是下筆前必須考慮後果」，因此遭到他撤換。外界聯想到這是指《中國時報》前總編輯夏珍在陳雲林C咖事件中遭到撤換。
1月22日，中國民運人士王丹對在自己的《臉書》（Facebook）粉絲專頁《王丹網站》上提出批判，公開指稱蔡衍明對於「中國民主」與「六四」的問題發表了「顛倒黑白」的言論，並且將拒買旺旺集團旗下的《中國時報》。
2012年1月31日，旺旺集團總裁蔡衍明昨透過旗下《中時電子報》帳號，在王丹的臉書粉絲團正式做出公開對《華盛頓郵報》斷章取義，片面曲解訪談內容提出說明與回應。蔡衍明的公開回應。
2012年2月1日，澄社、台灣人權促進會、台灣守護民主平台、民間司法改革基金會、台灣民間真相與和解促進會、台灣媒體觀察教育基金會、台灣新聞記者協會、媒體改造學社等立即發表「在公開平台上釐清事實真相─給蔡衍明總裁的一封公開信」，表示各自推派代表參與，更將邀請中華人民共和國海外民運人士透過視訊參與（王丹已允諾參加），並開放給所有媒體採訪，要求與蔡衍明先生進行對話。
2012年2月6日，澄社、媒觀、民主平台、人權團體等六十六名學界、文化界人士，並於台灣連署資源運籌平台發起「當中時不再忠實，我們選擇拒絕－－拒絕中時運動」。
2月10日，為回應《華盛頓郵報》專訪的輿論風暴，《中國時報》副總編輯張景為在報上聲援，認為蔡衍明受到不合比例原則、不合理的抨擊。蔡衍明先生在《中國時報》以名為《關心大陸民主，中時依舊忠實》社論公開聲明，再次向外界澄清與解釋。仍強調華郵記者刻意曲解發言，要求該名記者澄清。蔡衍明先生強調自己看到相關報導後，立即嘗試尋求當面溝通、解釋的機會，但數個團體要求必須「公開對談」，並且「指定題目」，蔡衍明先生認為這種形同「公審」的方式，抹殺其願意溝通的誠意。《華盛頓郵報》堅持他們處理新聞的方式並無不妥，安德魯·希金斯表示「我們堅持我們的報導（We stand by our story）」。澄社社長黃國昌認為蔡衍明放任中天的談話性節目大肆抨擊連署學者，才是在公審連署的學者。
針對蔡衍明的言論風波，《中時》與《蘋果》各刊出不同學者的意見。「拒絕中時」行動的發起學者包括澄社社長黃國昌、台大新聞教授所張錦華、台大經濟系教授鄭秀玲與林惠玲等人，於《蘋果》聯名要求NCC針對旺旺中時集團旗下頻道啟公聽並嚴格審查內部新聞自主機制問題；文化大學廣告系教授紐則勳則於《中時》論述，「拒絕中時」行動僅針對《中時》有欠公允，他認為監督媒體該一視同仁。

### 錢衷時事件

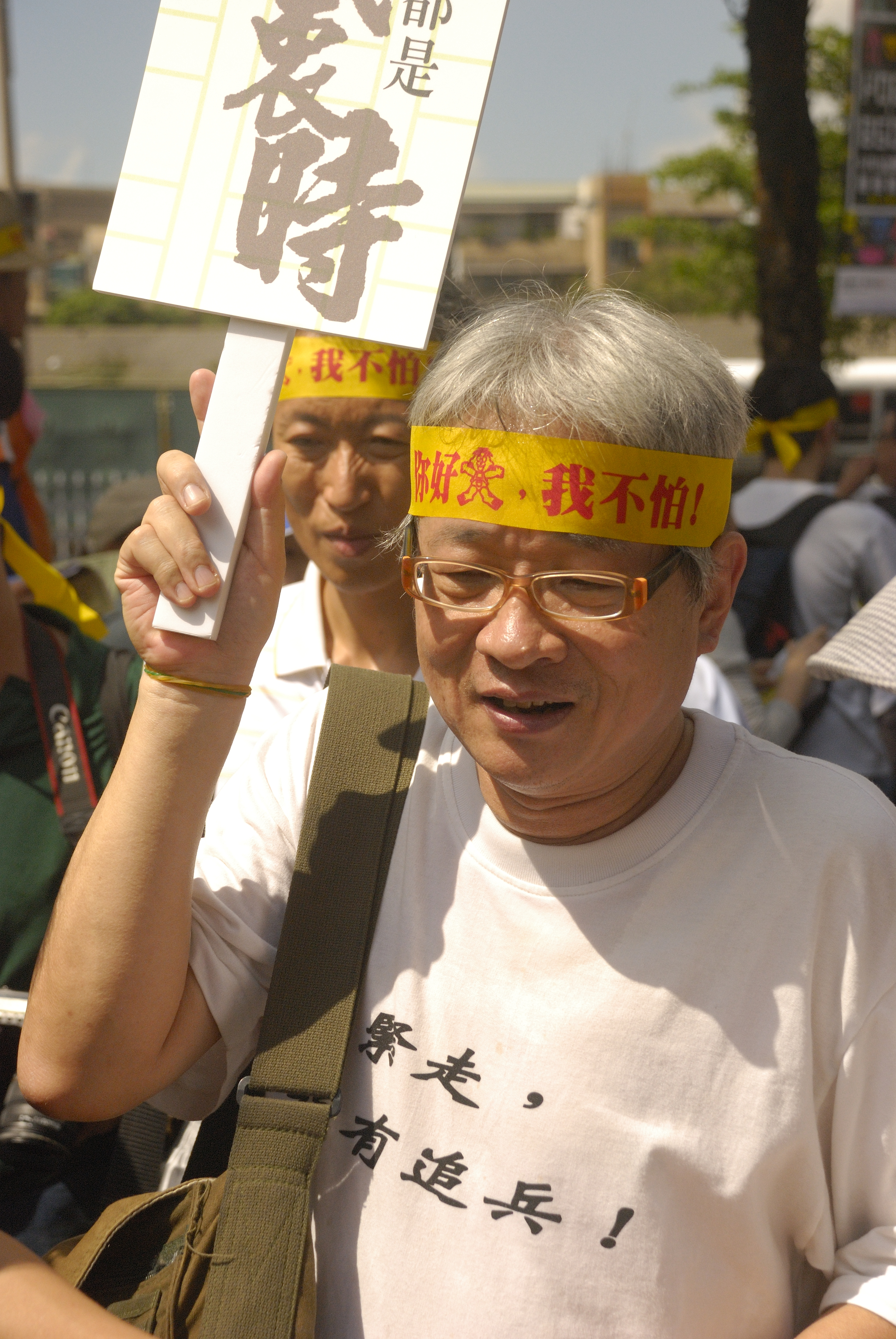
曾任職於王家中時的馮光遠舉著「我們都是錢衷時」參加反媒體壟斷大遊行

2月8日，《自由時報》刊出社論〈蔡六四，先別報告主任〉，作者自稱為《中國時報》現職記者，匿名為錢衷時。旺旺中時媒體集團執行副總經理羊曉東指稱《華盛頓郵報》惡意曲解，《自由時報》造謠。
3月21日，在華盛頓郵報事件中，力挺蔡衍明的《中國時報》副總編張景為，升任為總編輯。記者蔡其達將人事令貼在臉書上。
4月5日，《中國時報》前副總編輯馮光遠嘲諷中國時報，認為這種鼓勵密告的作風，將成為社會笑柄

### 蔡其達事件
4月11日，以業務緊縮為由，記者蔡其達遭到資遣，也傳出另一位中時電子報資深編輯也被質疑外洩中時集團以百萬元獎金通緝自由時報投書作者「錢衷時」公文而遭到資遣。
4月17日，張景為對《中國時報》內部發出公開信，在信中，要求中國時報員工融入旺旺集團的企業文化，捨棄過去自由派與自我批評的作風，團結對外，不要對外洩露公司內部狀況。其中提到錢衷時事件與公文外洩，蔡其達認為這才是他遭到資遣的主因。
5月1日，蔡其達在其部落格《山農木屋》發表文章，對他被解雇一事提出聲明，認為蔡衍明將幫派文化引進《中國時報》，無法相容異己。《中國時報》總主編張景為則否認，他的公開信中有暗示將對員工進行處份一事。
5月2日，澄社社長黃國昌，致函中研院士余英時，報告華郵事件與蔡其達事件，希望余英時表達意見。5月4日，中研院士余英時以公開信，對蔡衍明的六四言論表示不滿，加入拒絕中時運動。

### 旺中併購案與走路工事件
多位作家宣布退出中時作家部落格，張大春刪除中時部落格裡八百多篇文章，僅留兩篇文字，表達對高信疆的懷念和對旺旺中時的不滿；鴻鴻發表「與中時絕交書」，說：「今日之中時已面目全非，只能用愚蠢、醜惡、墮落等落等種種不堪的形容方得以名之。」柯裕棻也將自己的中時部落格刪光，留下文字：「這裡關了，因為我反對。」馬世芳只留下一篇抵制旺中集團所有產品的宣言；臥斧和咖啡大叔則刪除所有文章，並停止更新。焦元溥宣布不再為旺旺中時集團寫稿。

## 外部連結
- 拒絕中時運動部落格
- 拒絕中時運動臉書